# Zhelezni
Zhelezni (del ruso: Железный) es un jútor del raión de Ust-Labinsk del krai de Krasnodar de Rusia. Está situado a orillas del río Tertia Kochety, afluente del río Kochety, 13 km al nordeste de Ust-Labinsk y 53 km al nordeste de Krasnodar, la capital del krai. Tenía 1 753 habitantes en 2010.
Es cabeza del municipio Zheleznoye, al que pertenecen asimismo Svobodni y Sokolski.

## Lugares de interés
En 2008 se construyó la iglesia Voskresenia Jristova, patrocinada por Oleg Deripaska.

## Economía y transporte
La principal actividad económica es la agricultura. Es un centro de pesca deportiva.
La estación de ferrocarril más cercana se halla en Vorónezhskaya.